# استان تمبوکتو
تمبوکتو یکی از استان‌های کشور مالی است.
این استان بزرگ‌ترین و شمالی‌ترین استان مالی است و بیشتر زمین‌های آن زمین‌های بخش جنوب غربی صحرای بزرگ آفریقا هستند.
شهرت این استان به خاطر وجود شهر تاریخی تمبوکتو در آن است.